# Blattfingergeckos
Die Blattfingergeckos (Phyllodactylidae) sind eine Familie der Geckoartigen (Gekkota). Sie kommen in Südeuropa, in Afrika, im südlichen Nordamerika, in Mittel- und in Südamerika, vor allem südlich des Amazonas, in Vorder- und in Südostasien vor. Die Familie wurde erst 2008 aufgrund phylogenetischer Untersuchungen mit Hilfe von DNA-Sequenzierung proteincodierender DNS von 44 Geckoarten aufgestellt und ist die Schwestergruppe der Eigentlichen Geckos (Gekkonidae). Zu ihr gehören alle Geckoarten die einen jüngeren Vorfahren mit Phyllodactylus pulcher, als mit dem Tokeh (Gekko gecko) teilen, insgesamt 134 Arten. Dazu gehören auch die europäischen Arten Mauergecko (Tarentola mauritanica) und Europäischer Blattfinger (Phyllodactylus europaeus).
Die ursprüngliche Klassifikation der Geckoartigen richtete sich vor allem nach der Struktur der Haftzehen, ignorierte aber, dass sich verschiedene Zehenstrukturen mehrmals unabhängig voneinander entwickelt hatten, abhängig von der Umwelt der Tiere.

## Gattungen
- Asaccus Dixon & Anderson, 1973
- Haemodracon Bauer, Good & Branch, 1997
- Homonota Gray, 1845
- Phyllodactylus Gray, 1828
- Phyllopezus Peters, 1877
- Fächerfinger (Ptyodactylus Oken, 1817)
- Tarentola Gray, 1825
- Thecadactylus Goldfuss, 1820

Die Erstbeschreiber der Familie vermuten, dass drei weitere südamerikanische Gattungen, die nicht in ihrer Untersuchung einbezogen waren, in die neue Familie gestellt werden müssen:
- Bogertia Loveridge, 1941 (Die einzige Art Bogertia lutzae wurde in die Gattung Phyllopezus überführt)
- Garthia Donoso-Barros & Vanzolini, 1965
- Gymnodactylus Spix, 1825